# Trichosteleum janeirense
Trichosteleum janeirense är en bladmossart som beskrevs av Brotherus 1924. Trichosteleum janeirense ingår i släktet Trichosteleum och familjen Sematophyllaceae. Inga underarter finns listade i Catalogue of Life.